# Humanismo universal
El humanismo universal, entendido como el aspecto universal de esa tendencia de pensamiento en su más amplia posibilidad, hace alusión a una totalidad tanto empírica como metafísica. Se trata en primer término de una idea o argumento por lo común latente en algunas de las diversas corrientes de pensamiento usualmente calificadas de humanísticas, pero solo tardíamente desarrollado de manera plena y específica.

## Fundamento
El aspecto universal del humanismo puede referirse bien a la dimensión concreta de ciertas ideas o conceptos en tanto que deseable proyección generalizadora de los mismos y su positiva efectividad, bien a la dimensión alcanzada (e incluso a veces solo a falta de descubrir) o por alcanzar de una concepción global del ser humano y su ciencia y cultura. El primer caso se refiere sobre todo a ideas muy establecidas y desarrolladas en la historia del pensamiento occidental, como por ejemplo "dignidad" o "libertad"; el segundo caso se refiere fundamentalmente a configuraciones teóricas que reconstruyen y proponen ideaciones o estudian e interpretan globalmente el mundo humano, de las culturas y las civilizaciones como un todo. Este segundo caso, que ciertamente incluye o presupone el anterior, es el que define propiamente "Humanismo universal".

## Consecuciones principales
La tradición de las tendencias universalistas, más allá del universalismo y el ecumenismo religiosos, ha sido permanente, aun implícitamente, en el ámbito de las grandes civilizaciones de Occidente y Asia. El Renacimiento italiano trazó portentosamente los medios necesarios para múltiples desarrollos, entre ellos los humanísticos y su restitución y anclaje grecolatino. La mediación educativa de Juan Luis Vives desempeña una articulación imprescindible en este curso de acontecimientos. Desde el punto de vista teórico al igual que de filosofía práctica, el aquilatamiento de un concepto humanísticamente universalizador como el de dignidad (Pico della Mirandola, y sus consecuentes como Hernán Pérez de Oliva) es clave para una idea universalizada de "humanidad" cuya profundidad moderna alcanza Friedrich Schiller.
La época europea de la Ilustración produjo elaboraciones de gran relieve universalista como la Enciclopedia francesa, aunque también ésta impulsora de una ruptura de la comprensión historiográfica alcanzada o en ciernes para su tiempo. Mucho más propiamente en el sentido del concepto que nos ocupa es de consideración la que luego se ha venido en denominar Escuela Universalista Española del siglo XVIII, desarrollada en gran medida por intelectuales jesuitas expulsos en cuyas obras principales aunaron históricamente humanismo clásico y ciencia moderna al tiempo que reelaboran y llevan a su culminación metodológica los procedimientos de la comparatística. Esto sobre todo mediante la creación de la Historia universal de las Letras y las Ciencias (por Juan Andrés,) de la lingüística universal y comparada (por Lorenzo Hervás) y de un concepto histórico, expresivo y universal de la música (por Antonio Eximeno). Se trata de una Ilustración tardía, no política sino a un tiempo científica y humanística. La Escuela Universalista viene a representar de hecho, pues, la más sólida, extensa y eficiente construcción históricamente producida por un pensamiento regido mediante principios del "Humanismo universal". A estos propósitos es de reconocer en el Romanticismo decimonónico una regresión de sentido nacionalista.
El siglo XX, sin duda a consecuencia de la extensión brutal de las guerras mundiales, propició una reactivación del pensamiento humanístico que, en particular gracias al neohumanismo alemán sobre todo, finalmente ha desembocado en el centrado establecimiento de un "Humanismo universal". Durante el siglo XX han existido proyectos importantes de vislumbramiento humanístico universalista, ya en sentido conceptualista e individualizado, ya como elaboración teórica, bien de criterio filosófico  y tendencia espiritual o ya en sentido histórico enciclopédico. Ahora bien, la teoría del "Humanismo universal", en su sentido contemporáneo y más estricto, la cual solamente podía tener lugar mediante una asimilación de la metodología comparatista o Comparatística y de la Historia de las ideas como intervención en el campo contemporáneo de la Globalización, puede verse ampliamente configurada en 2010, mediante una extensa obra en siete volúmenes elaborada por casi un centenar y medio de investigadores de todo el mundo dirigida por Pedro Aullón de Haro con el título de Teoría del Humanismo. La obra, que se ofrece in memoriam Juan Andrés, el creador de la Historia universal de las letras y las ciencias y brinda asimismo una seria programática para el desasistido pensamiento de la globalización, constituye la asunción del proceso tanto de las Ciencias humanas como de los enclaves culturales, escuelas y movimientos intelectuales o espirituales y civilizaciones del mundo, ya se trate del clasicismo grecolatino, del confucianismo asiático, del humanismo cívico italiano o del neohumanismo alemán.